# Rvarud
Rvarud är en ort i Azerbajdzjan.   Den ligger i distriktet Lerik Rayonu, i den södra delen av landet, 220 km sydväst om huvudstaden Baku. Rvarud ligger 1 622 meter över havet och antalet invånare är 820.
Terrängen runt Rvarud är kuperad åt sydväst, men åt nordost är den bergig. Närmaste större samhälle är Lerik, 11,1 km nordväst om Rvarud. 
Trakten runt Rvarud består i huvudsak av gräsmarker. Runt Rvarud är det ganska tätbefolkat, med 60 invånare per kvadratkilometer.